# Nati nel 1256
| Questa pagina contiene informazioni ricavate automaticamente dalle voci biografiche con l'ausilio del template Bio e di un bot. L'aggiornamento è periodico e automatico e ricostruisce completamente la pagina. Se manca una persona in questa lista, sei pregato di non aggiungerla, ma accertati piuttosto che la sua voce biografica contenga il template Bio e che i dati anagrafici siano correttamente compilati. Se il template Bio manca, inseriscilo tu stesso o, in alternativa, metti l'avviso {{tmp\|Bio}} che ne segnala la mancanza. Se i dati riportati sono sbagliati, correggi direttamente la voce biografica; le modifiche saranno visibili in questa lista entro pochi giorni. Per chiarimenti vedi il progetto biografie. La lista contiene solo le 9 persone che sono citate nell'enciclopedia e per le quali è stato implementato correttamente il template Bio. Pagina aggiornata al 2 mar 2025. |

- 6 gennaio - Gertrude di Helfta, religiosa e santa tedesca († 1302)
- 29 dicembre - Ibn al-Banna al-Marrakushi, matematico e astronomo arabo († 1321)
- Roberto di Clermont, conte († 1317)
- Andrea Dotti, presbitero italiano († 1315)
- Eleonora di Castiglia, nobile spagnola († 1275)
- Guglielmo Gnoffi, religioso italiano († 1317)
- Al-Mizzi († 1342)
- Abu Hayyan al-Gharnati, teologo berbero († 1344)
- Filippo d'Angiò, re († 1277)